# Ritterella yamazii
Ritterella yamazii är en sjöpungsart som beskrevs av Takasi Tokioka 1949. Ritterella yamazii ingår i släktet Ritterella och familjen klumpsjöpungar. Inga underarter finns listade i Catalogue of Life.